# Lambert Grutsch
Lambert Grutsch (16. April 1914 in Jerzens, Tirol – 16. April 1995) war ein österreichischer Gerechter unter den Völkern. Er rettete das Leben von Helena Horowitz, einer jungen jüdischen Polin.

## Leben
Lambert Grutsch entstammte einer Bergbauernfamilie im Tiroler Bezirk Imst. Der elterliche Hof hieß „Ritzler“ und lag in Kienberg. Grutsch war wegen einer körperlichen Behinderung nicht wehrtauglich, konnte aber arbeiten und wurde der STUAG Bau-AG zugeteilt, einem 1928 gegründeten Straßenbauunternehmen, das auch Eisenbahngleise verlegte. In den Kriegsjahren 1943 und 1944 wurde Grutsch von dem Unternehmen in Polen eingesetzt, in Biezanów, heute ein Stadtteil von Krakau. Dort war er als Kranfahrer beschäftigt.
In der Betriebskantine traf er eine junge polnische Frau, Julia Sypek, die dort arbeitete. In Wirklichkeit war es Helena Horowitz, eine Jüdin aus Dębica, geb. 1926, der es im Dezember 1942 gelungen war, aus dem Ghetto ihrer Heimatstadt zu entkommen, einen anderen Namen anzunehmen, neue Papiere zu erwerben und Arbeit bei der STUAG zu finden, zuerst als Reinigungskraft, später in der Kantinenküche.
Helena hatte die Grausamkeiten der deutschen Besatzer gegenüber den Juden erlebt und fürchtete, ihre falsche Identität könnte aufgedeckt werden. Sie wollte sich in Sicherheit bringen. Nachdem sie erfahren hatte, dass Grutschs Familie einen Bauernhof in Tirol besaß, bat sie ihn, sie dorthin mitzunehmen. Sie versprach ihm, im Haus und auf dem Feld eifrig zu helfen. Helena wusste, dass die Amerikaner 1943 in Italien gelandet waren, und hoffte auf eine rasche Befreiung Tirols vom NS-Regime. Anfang 1944 sagte Lambert der jungen Frau, dass er im Februar Heimaturlaub bekomme und sie mitkommen könne. Daraufhin erkundigte sich Helena, ob es in seinem Heimatort einen Stützpunkt der Gestapo gäbe. Lambert antwortete, er wisse, dass sie Jüdin sei. Dies hatte er von seinem Vorgesetzten, einem anderen Österreicher, erfahren. Dieser hatte einer anderen jüdischen Frau geholfen und von ihr Julias Geheimnis erfahren.
Grutsch brachte die junge Frau in seine Heimat, stellte sie als Julia vor und verriet ihr Geheimnis auch der eigenen Familie nicht. Julia, die auch Jula genannt wurde, half fleißig auf dem Hof mit und schloss eine enge Freundschaft mit Lamberts jüngster Schwester Adelheid Grutsch. Lambert Grutsch musste nach Polen zurückkehren und wurde dort ausführlich über den Verbleib von Julia Sypek befragt, denn Angestellte des Unternehmens hatten die beiden am Bahnhof gesehen. Er blieb jedoch standhaft und verschwieg ihren Aufenthaltsort. So konnte Helena Horowitz trotz der Judenverfolgung des NS-Regimes überleben.
Nach dem Ende des NS-Regimes durchlief Helena Horowitz verschiedene Lager und gelangte schließlich mit einem Onkel nach Paris. Von dort konnte Horowitz, deren gesamte Familie während der NS-Herrschaft getötet wurde, in die USA emigrieren. Sie ließ sich in New York nieder, heiratete und bekam eine Tochter. Sie hielt weiterhin Kontakt zu Grutsch und seiner Schwester. Aus Dankbarkeit zu ihrem Retter setzte  sie sich dafür ein, dass er in die Liste der Gerechten unter den Völkern aufgenommen wurde, was aber zu seinen Lebzeiten nicht geschah. Yad Vashem stellte schließlich fest: „Lambert Grutsch riskierte sein Leben, indem er eine Jüdin illegal in seinem Haus versteckte, nachdem er geholfen hatte, sie aus Polen herauszuschmuggeln – eine Tat, für die er mit dem Tod hätte bestraft werden können. Er erhielt keine materielle Gegenleistung für seine Taten.“
Am 30. Juni 2002 wurde Lambert Grutsch postum von Yad Vashem als Gerechter unter den Völkern anerkannt.